# Giacomo Bassi
Giacomo Bassi (* 18. März 1886 in Gottro; † 18. August 1968 in Gottro) war ein italienischer Beamter. Für die Rettung einer fünfköpfigen jüdischen Familie während des Zweiten Weltkriegs wurde er als Gerechter unter den Völkern geehrt.

## Leben
Giacomo Bassi wurde in einer kleinen Ortschaft am Comer See, in der Nähe von Carlazzo geboren. Wie später auch der Sohn war der Vater in der Öffentlichen Verwaltung tätig und hatte den Posten des Gemeindesekretärs inne. Giacomo Bassi besuchte das Salesiani di Sondrio Kolleg, das er mit einem Diplom in Vermessungstechnik abschloss.
Während des Ersten Weltkriegs wurde er als Offizier der Nachschubtruppe eingezogen. Nach Ende des Krieges schrieb er sich an der Pharmazeutischen Fakultät von Pavia ein, wo er 1927 das Diplom erhielt. Daraufhin nahm er einen Posten in der Öffentlichen Verwaltung an, um 1930 ein weiteres Diplom in Veterinärmedizin zu erhalten.
1942 wurde Giacomo Bassi von der Kommune Brugherio nach San Giorgio su Legnano versetzt, wo er bis 1945 blieb. Zwischen 1943 und 1945 war er Gemeindesekretär von San Giorgio su Legnano und Canegrate. In diesem Zeitraum versteckte er eine jüdische Familie aus Mailand in der Grundschule von San Giorgio su Legnano und versorgte sie 15 Monate lang mit falschen Dokumenten und Lebensmitteln bis zur Befreiung Italiens.
Giacomo Bassi verstarb 1968 und wurde auf dem Friedhof seines Geburtsortes in Gottro beigesetzt.
Für die selbstlose Rettung der jüdischen Familie wurde er am 6. September 1998 von der israelischen Behörde Yad Vashem in das Verzeichnis der Gerechten unter den Völkern aufgenommen.

## Quelle
- Giacomo Bassi auf der Seite von Yad Vashem (englisch)